# كارولين بيرتوزي
كارولين روث بيرتوزي (من مواليد 10 أكتوبر 1966) كيميائية أمريكية. تشتهر بيرتوزي بعملها في الكيمياء الحيوية المتعامدة، وهو مصطلح صاغته. في جامعة ستانفورد، حصلت على درجة أستاذ في كلية العلوم الإنسانية والعلوم. بيرتوزي هي أيضًا محقق في معهد هوارد هيوز الطبي (HHMI) وهي المدير السابق للمسبك الجزيئي، وهو مركز أبحاث علوم النانو في مختبر لورنس بيركلي الوطني. حصلت على زمالة ماك آرثر «عبقري» في سن 33. في عام 2010، كانت أول امرأة تحصل على جائزة Lemelson-MIT المرموقة لأعضاء هيئة التدريس. وهي عضو في الأكاديمية الوطنية للعلوم (2005)، ومعهد الطب (2011)، والأكاديمية الوطنية للمخترعين (2013). في عام 2014، أُعلن أن بيرتوزي ستقود ACS Central Science، وهي أول مجلة مفتوحة الوصول تخضع لمراجعة الأقران للجمعية الكيميائية الأمريكية تقدم كل المحتوى مجانًا للجمهور. بصفتها مثلية منفتحة في الأوساط الأكاديمية والعلوم، كانت بيرتوزي نموذجًا يحتذى به للطلاب والزملاء.
حصلت بيرتوزي على جائزة نوبل في الكيمياء لعام 2022 بالاشتراك مع مورتن ميلدال وكارل باري شاربلس، «لتطويرهم الكيمياء النقرية والكيمياء الحيوية المتعامدة».

## التعليم
حصلت كارولين بيرتوزي على شهادتها في كيمياء من جامعة هارفارد بامتياز مع مرتبة الشرف، حيث عملت مع البروفيسور جو جرابوسكي في تصميم وبناء مقياس المسعر الضوئي الصوتي. أثناء دراستها الجامعية، عزفت الموسيقى مع فرق مختلفة، كان أبرزها فريق «الملل من التعليم»، والذي ضمّ عازف الجيتار ريج أغينست ذا ماشين وتوم موريلو. بعد تخرجها من جامعة هارفارد عام 1988، عملت في مختبرات بل مع كريس تشيدسي.
أكملت بيرتوزي دراسة الدكتوراه في الكيمياء في جامعة كاليفورنيا (بركلي) عام 1993 مع مارك بيدنارسكي، وعملت في مجال التركيب الكيميائي لنظائر السكريات قليلة السكاريد. أثناء دراستها في بيركلي، اكتشفت أن الفيروسات يمكن أن ترتبط بالسكريات في الجسم. قادها هذا الاكتشاف إلى مجال بحثها الحالي، علم الأحياء السكرية. خلال السنة الثالثة من دراستها، أصيب بيدنارسكي بسرطان القولون، فحصل على إجازة وتغيير مساره المهني بالالتحاق بكلية الطب. ترك هذا بيرتوزي وبقية العاملين في المختبر لوحدهم لإكمال بحث الدكتوراه، العمل بدون إشراف مباشر.

## المهنة والبحث
بعد تخرجها من جامعة بيركلي وحصولها على درجة الدكتوراه، عملت بيرتوزي باحثة زميلة في جامعة كاليفورنيا (سان فرانسيسكو) مع ستيفن روزن، حيث درست نشاط بطانة السكريات قليلة السكاريد في تعزيز التصاق الخلايا في مواقع الالتهابات. أثناء عملها مع روسين في جامعة كاليفورنيا، كانت بيرتوزي قادرة على تعديلا جزئيات البروتين والسكر في جدران الخلايا الحية بحيث تقبل الخلايا المواد الغريبة مثل الغرسات.
عام 1996، أصبحت بيرتوزي عضواً في هيئة التدريب في كلية الكيمياء في جامعة بيركلي وعالمة في مختبر لورنس بيركلي الوطني، حيث شغلت منصب مديرة المسبك الجزيئي. كانت باحثة مع معهد هوارد هيوز الطبي منذ عام 2000. عام 1999، أثناء عملها في معهد هوارد هيوز وجامعة بيركلي، أسست مجالاً عرف بالكيمياء الحيوية المتعامدة حيث صاغت المصطلح عام 2003. يسمح هذا المجال والتقنية الجديدة للباحثين بتعديل الجزيئات كيميائيًا في الكائنات الحية وعدم إيقاف عمليات الخلية. عام 2015، انتقلت بيرتوزي إلى جامعة ستانفورد حيث التحقت بمعهد ChEM-H.
تدرس بيرتوزي علم الأحياء السكرية للأمراض الكامنة مثل السرطان والاضطرابات الالتهابية مثل التهاب المفاصل والأمراض المعدية مثل السلّ. على وجه الخصوص، طوّرت بيرتوزي فهماً للسكريات قليلة السكاريد في سطح الخلية بما في ذلك التعرف على الخلايا والتواصل بينها. طبّقت بيرتوزي تقنيات الكيمياء الحيوية المتعامدة لدراسة الكأس السكري، السكريات التي تحيط بغشاء الخلية. أدى اكتشافها إلى تقدّم في مجال العلاج الحيوي. طور مختبرها أيضًا أدوات للبحث، ومن ذلك إنشاء أدوات كيميائية لدراسة الجليكان في النظم الحية. قاد تطوير مختبرها لتقنية النانو والذي يسبر الأنظمة البيولوجية، قاد إلى تطوير اختبار سريع لعدوى السلّ في مركز الرعاية عام 2018. عام 2017، نظراً لاكتشافها عملية ربط السكريات الموجودة في سطح الخلايا السرطانية وقدرتها على تجنب دفاعات الجهاز المناعي، دُعيت للتحدث في مؤتمر تيد في ستانفورد، حيث ألقت محاضرة بعنوان «ما الذي يحاول السكر في خلاياك إخبارك به؟».

### المنشورات
نشرت بيرتوزي أكثر من 600 منشور على شبكة العلوم؛ المنشورات المدرجة تالياً هي الأكثر اقتباسًا:
- Sletten، EM؛ Bertozzi، CR (2009). "Bioorthogonal Chemistry: Fishing for Selectivity in a Sea of Functionality". Angewandte Chemie International Edition in English. ج. 48 ع. 38: 6974–98. DOI:10.1002/anie.200900942. PMC:2864149. PMID:19714693.
- Bertozzi، Carolyn R.؛ Kiessling، Laura L. (2001). "Chemical Glycobiology". Science. ج. 291 ع. 5512: 2357–64. Bibcode:2001Sci...291.2357B. DOI:10.1126/science.1059820. PMID:11269316. S2CID:9585674.
- Saxon، Eliana؛ Bertozzi، Carolyn R. (2000). "Cell Surface Engineering by a Modified Staudinger Reaction". Science. ج. 287 ع. 5460: 2007–10. Bibcode:2000Sci...287.2007S. DOI:10.1126/science.287.5460.2007. PMID:10720325. S2CID:19720277.
- Agard، Nicholas J.؛ Prescher، Jennifer A.؛ Bertozzi، Carolyn R. (2005). "A Strain-Promoted [3 + 2] Azide−Alkyne Cycloaddition for Covalent Modification of Biomolecules in Living Systems". Journal of the American Chemical Society. ج. 126 ع. 46: 15046–15047. DOI:10.1021/ja044996f. PMID:15547999.
- Dube، DH؛ Bertozzi، CR (2005). "Glycans in cancer and inflammation—potential for therapeutics and diagnostics". Nature Reviews Drug Discovery. ج. 4 ع. 6: 477–88. DOI:10.1038/nrd1751. PMID:15931257. S2CID:22525932.

### الجوائز والتكريمات
- 1987 – فاي بيتا كابا[53]

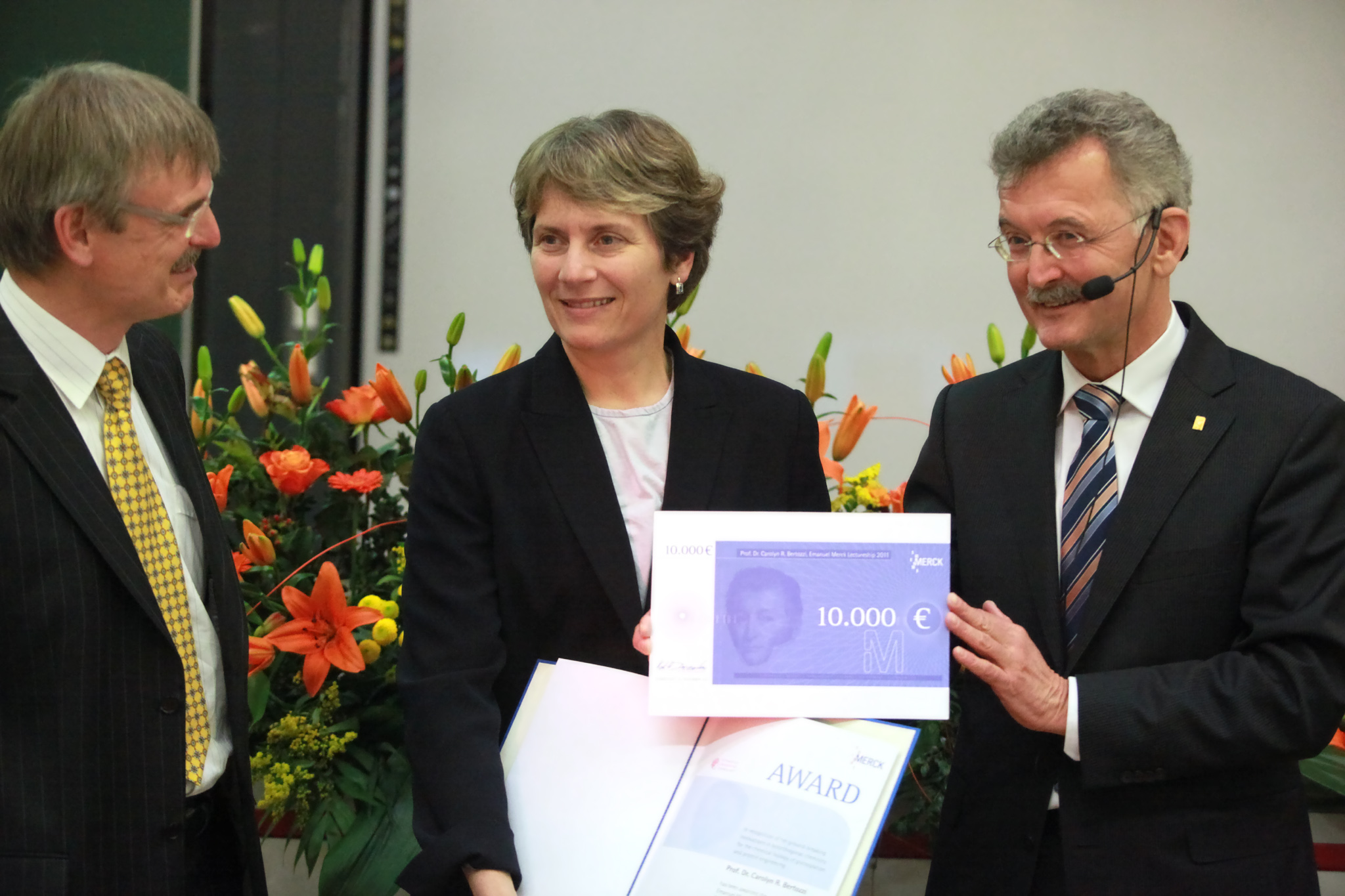
كارلين بيرتوزي، حصلت على عضوية محاضرة إيمانويل ميرك عام 2011

- 1997 – مؤسسة ألفريد ب. سلوان زمالة بحث[54]
- 1997 – جائزة هوراس س. إيسبل في كيمياء الكربوهيدرات[55]
- 1998 – غلاكسو سميث كلاين - جائزة العلماء[54]
- 1998 – جائزة بيكمان للمحققين الشباب[56]
- 1999 – جائزة آرثر س. كوب للباحث العلمي من الجمعية الكيميائية الأمريكية[57]
- 1999 – جائزة كميل دريفوس للمعلمين[54]
- 1999 – زمالة ماك آرثر[58]
- 2000 – جوائز الوظائف الرئاسية المبكرة للعلوم والهندسة[59]
- 2000 – ميرك آند كو جائزة برنامج التطوير الأكاديمي[54]
- 2001 – جائزة التدريب المتميز بجامعة كاليفورنيا في بيركلي[58]
- 2001 – جائزة ACS في الكيمياء البحتة[54]
- 2001 – جائزة دونالد ستيرلنج نويس للتميز في التدريس الجامعي[58]
- 2002 – زميلة الجمعية الأمريكية لتقدم العلوم. [بحاجة لمصدر]
- 2002 – جائزة إيرفينغ سيغال للباحثين الشباب من جمعية البروتين[60]
- 2003 – زميلة الأكاديمية الأمريكية للفنون والعلوم[61]
- 2004 – جائزة اجنس فاي مورجان من إيوتا سيغما باي [بحاجة لمصدر]
- 2005 – ميدالية هافينغا، جامعة ليدين [بحاجة لمصدر]
- 2005 – عضو الأكاديمية الوطنية للعلوم[58]
- 2005 – ت.ز. وإرمغارد تشو للأستاذية المتميزة في الكيمياء[62]
- 2007 – جائزة إرنست شيرينغ[63]
- 2007 – جائزة علماء مجتمع إل جي بي تي كيو للعام، من المنظمة الوطنية للعلماء المثليين والمثليات والمهنيين التقنيين[29]
- 2008 – جائزة لي كا شينغ للمرأة في العلوم[60]
- 2008 – جائزة روي ل. ويسلر الدولية في كيمياء الكربوهيدرات[64]
- 2008 – عضو الأكاديمية الألمانية للعلوم - ليوبولدينا[65]
- 2008 – جائزة ويلارد جيبز[66]
- 2009 – ميدالية وليام هـ. نيكولاس[67]
- 2009 – [68]
- 2009 – ميدالية ألبرت هوفمان، جامعة زيوريخ[بحاجة لمصدر]
- 2010 – جائزة ليميلسون-MIT[50]
- 2010 – الجمعية الملكية للكيمياء – القسم العضوي، جائزة الكيمياء العضوية الحيوية
- 2011 – عضو في الأكاديمية الوطنية للطب (الولايات المتحدة الأمريكية)[69]
- 2011 – جائزة تيتراهيدرون للباحثين الشباب للكيمياء الحيوية والطبية[70]
- 2011 – جائزة إيمانويل ميرك للمحاضرين[71]
- 2012 – دكتوراة فخرية في العلوم من جامعة براون[72]
- 2012 – جائزة هينريتش ويلاند[73]
- 2013 – زميل منتخب في الأكاديمية الوطنية للمخترعين[74]
- 2013 – جائزة هانز بلومندال[75]
- 2015 – جامعة كاليفورنيا (سان فرانسيسكو) - الذكرى 150 لجوائز التميز للخريجين[76]
- 2017 – جائزة أرثر سي كوب[77]
- 2018 – عضو أجنبي في الجمعية الملكية (ForMemRS)[78]
- 2020 – جائزة جون ج. كارتي لتقدّم العلوم[79]
- 2020 – جائزة سولفاي للكيمياء المستقبلية[80]
- 2020 – ميدالية ف.أ. كوتون للتميز في البحوث الكيميائية[81]
- 2022 – جائزة وولف في الكيمياء[82]
- 2022 – جائزة ويلتش في الكيمياء[83]
- 2022 – جوائز هاينكن[84]
- 2022 – ميدالية بييفوت من مركز بييفوت لأبحاث الجزيئات الحيوية في جامعة أترخت[85]
- 2022 – جائزة نوبل في الكيمياء